# Boris Hillen

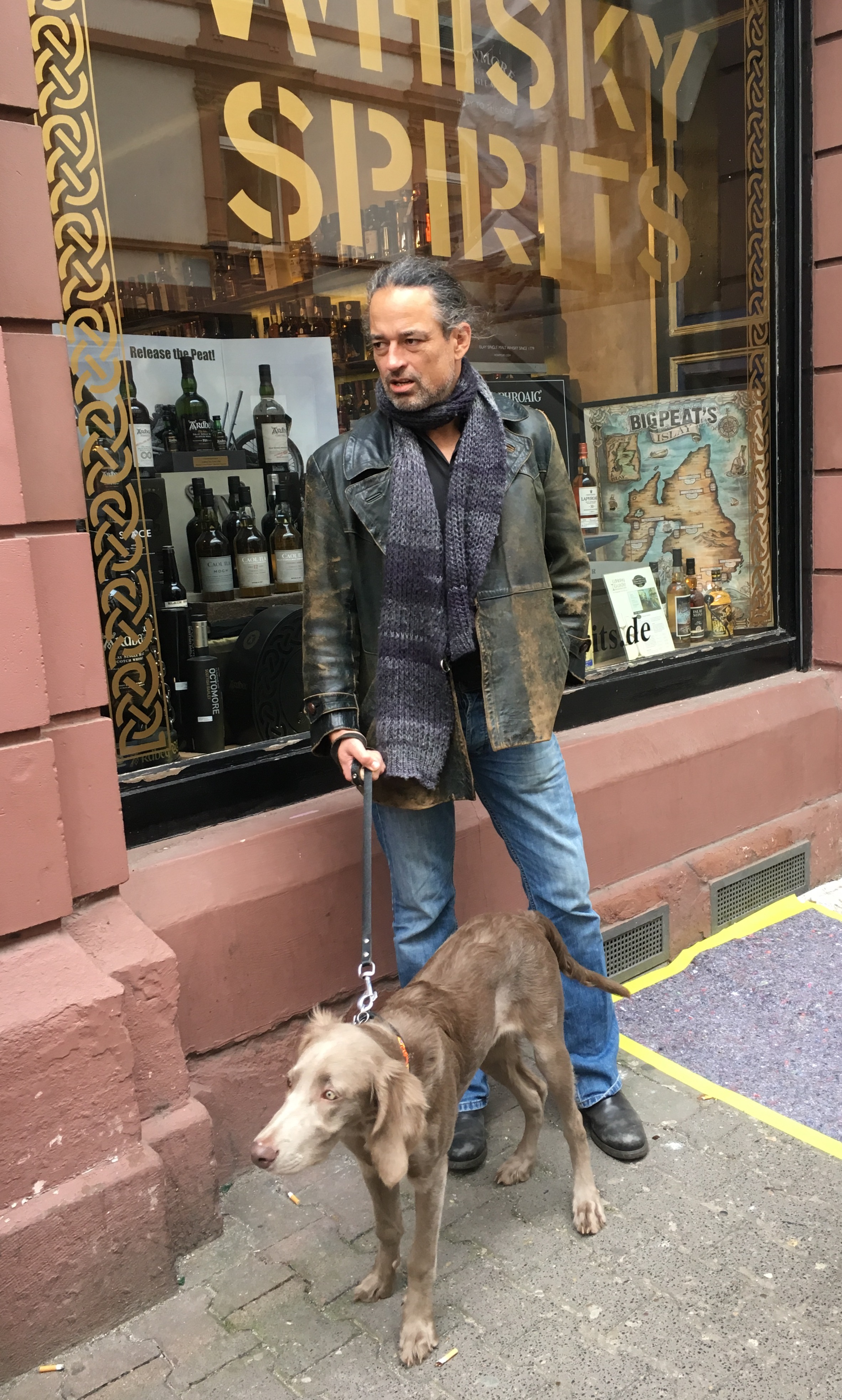
Boris Hillen Frankfurt, November 2016

Boris Hillen (* 12. April 1968 in Neuwied) ist ein deutscher Schriftsteller.

## Leben und Werk
Hillen, geboren 1968 in Neuwied, arbeitete nach dem Abitur und Zivildienst zunächst unter anderem als Bäcker, Drucker und Model. Anschließend studierte er Sport, Germanistik und Philosophie in Gießen. Nach seinem Studium verfasste er Texte für eine Kölner Werbeagentur. Nach einem längeren Auslandsaufenthalt arbeitet er heute als Lehrer am Gymnasium der Schillerschule in Frankfurt am Main.
Sein erster Roman mit dem Titel Mohnzeit erschien 1998. Sein zweites Buch Keimzellen, publiziert im Jahr 2003, ist ein biologischer Zukunftsroman, der die Frage nach der vollständigen Entschlüsselung des menschlichen Genoms kritisch reflektiert und sich in der Bandbreite und der Tradition philosophischer Science Fiction mit Werken von Autoren wie Rainer Erler, Aldous Huxley, Robert Sheckley oder T. C. Boyle bewegt. Im April 2015 erschien Hillens Roman Agfa Leverkusen beim S. Fischer Verlag.
Hillen lebt heute in Frankfurt am Main.

## Bibliografie
- Mohnzeit. Wirth-Verlag, Gießen 1998, 290 Seiten ISBN 978-3-938462-01-0
- Keimzellen. Wirth-Verlag, Gießen 2003, 250 Seiten, ISBN 978-3-89806-942-7
- Fotosynthesen. Anthologie, PAHINO-Verlag, Frankfurt am Main 2006, 226 Seiten, ISBN 978-3-938462-02-7
- Agfa Leverkusen. S. Fischer-Verlag, Frankfurt am Main, 2015, 448 Seiten, ISBN 978-3-10-002282-0

Beiträge in Anthologien:
- Die Woche mit Anna. In: Frank / Sonderhüsken (Hrsg.): Hot’n’holy. Knaur-Verlag, München 1999
- Ich seh’ etwas, was Du nicht siehst. In: Dechant (Hrsg.): Übernachtung mit Frühstück. Knaur-Verlag, München 2000
- Rückfahrt mit Yvonne. In: Frank / Sonderhüsken (Hrsg.): Geschichten für Regentage. Knaur-Verlag, München 2000
- Maulwurfsgefühle. In: Bollacher, Marie-Sophie (Hrsg.): Zungenküsse. Knaur-Verlag, München 2001
- Das Tribunal. In: Palme / Hillen / Nowak (Hrsg.): Fotosynthesen. Frankfurt (Main) 2005
- Morgen Sterben. In: Walther, Christian (Hrsg.): Gothic - Dark Lyrics. Belz & Gelberg, Weinheim Basel 2009
- SilberFest. In: Walther, Christian (Hrsg.): Gothic - Dark Lyrics. Belz & Gelberg, Weinheim Basel 2009
- Avezzano. In: Koch, Boris (Hrsg.): Gothic - Dark Stories. Beltz & Gelberg, Weinheim Basel 2010
- Remus Stebmanns Tagebuch. In: Koch, Boris (Hrsg.): Gothic - Darker Stories. Beltz & Gelberg, Weinheim Basel 2010
- México 2004. In: Kallinikou, Vivi (Hrsg.): Zufallstreffer - Aurélien Tristan Bonnetain und die Geschichtenerzähler. Eriginals Berlin, Berlin 2012